# Viscom Paris
 (octobre 2015).
Si vous disposez d'ouvrages ou d'articles de référence ou si vous connaissez des sites web de qualité traitant du thème abordé ici, merci de compléter l'article en donnant les références utiles à sa vérifiabilité et en les liant à la section « Notes et références ».
Le salon Viscom Paris est un salon professionnel consacré à la communication visuelle qui existe depuis plus de 27 ans[réf. nécessaire]. Ce salon a eu lieu jusqu'en 2016.

## Présentation
Il est organisé par Reed Expositions France et a lieu tous les ans au mois de septembre pendant trois jours. 
Viscom Paris est une véritable[évasif] vitrine d’applications et de tendances les plus innovantes en communication visuelle au service des professionnels de l’industrie graphique et des annonceurs, où toutes les idées et les techniques de réalisation sont mises à l’honneur.
Il réunit l'ensemble des fabricants, fournisseurs et prestataires de services dans l'univers de la communication visuelle. Ils se répartissent selon les secteurs suivants :
- enseigne ;
- signalétique ;
- impression numérique ;
- digital Media[Quoi ?] ;
- sérigraphie ;
- gravure, découpe et marquage ;
- finition ;
- design et création (depuis 2009).

Viscom Paris réunit environ 15 000 visiteurs, professionnels des arts graphiques et transformateurs de communication visuelle (62 %), annonceurs (28 %) et agences de communication (10 %)[réf. nécessaire].